# 塔德乌什·克里梅茨基

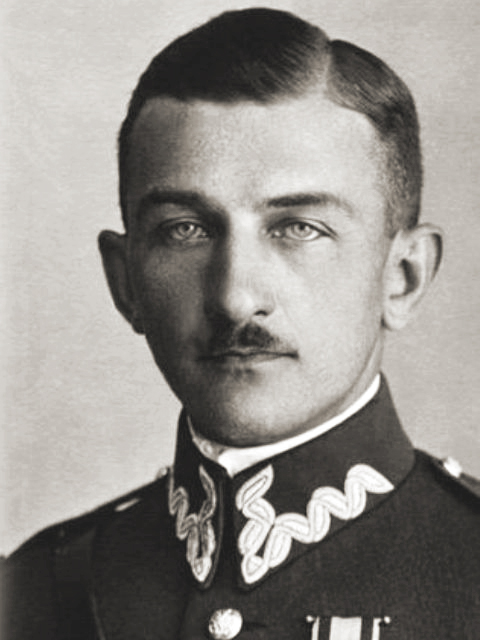
塔德烏什·克里梅茨基

塔德乌什·克里梅茨基（Tadeusz Klimecki，1895年11月23日—1943年7月4日），波兰陆军准将、波兰总参谋部总参谋长。1943年7月4日，克里梅茨基和波兰总理、总参谋长瓦迪斯瓦夫·西科尔斯基及其参谋人员所乘的飞机在直布罗陀坠机，机上17人中只有一名机组人员生还。克里梅茨基被安葬在英格兰的特倫特河畔紐瓦克的波兰空军公墓。2010年12月3日，克里梅茨基遗体在被火化后空运至华沙，之后又被带到克拉科夫，接受法医部门检查。12月9日，克里梅茨基被安葬在华沙的军人公墓。 